# Wang Chao
Dans ce nom chinois, le nom de famille, Wang, précède le nom personnel.
Pour les articles homonymes, voir Wang (patronyme).
Wang Chao (chinois simplifié : 王超 ; pinyin : Wáng Chāo) est un réalisateur chinois né le 21 janvier 1964 à Nankin (Chine).

## Biographie
Wang Chao naît  à Nankin le 21 janvier 1964. Il est issu d'une famille d'ouvriers.
Diplômé de l’Université, il travaille pendant 5 années dans une grande usine sidérurgique. En parallèle,  il se passionne pour le cinéma, la littérature et écrit des poèmes.
Licencié de son entreprise, il intègre en 1991 l'Académie du Film de Pékin où il suit des études de filmologie. Il en sort diplômé en 1994 et devient critique de cinéma. À la suite de sa critique sur le film Terre jaune de Chen Kaige, il devient son assistant réalisateur de 1995 à 1998 sur Adieu ma concubine et L'Empereur et l'Assassin. 
Ensuite il écrit des nouvelles dont il tire des scénarios de films. Son premier film, L'Orphelin d'Anyang (tourné sans autorisation), lui a valu une sélection au festival de Cannes en 2001 dans la Quinzaine des réalisateurs. 
Avec Voiture de luxe il termine sa trilogie sur la Chine dont L'Orphelin d'Anyang et Jour et nuit sont-les deux premières parties.
Son cinquième film, Fantasia, est présenté dans la sélection Un certain regard lors de l'édition 2014 du Festival de Cannes.
En 2015, il est président du jury international de la 21e édition du festival international des cinémas d'Asie de Vesoul.

## Publications
- L'Orphelin d'Anyang, Éditions Bleu de Chine, collection Chine en Poche, 2001
- Tibet sans retour, Éditions Bleu de Chine, collection Chine en Poche, 2003
- Homme du sud, femme du nord, nouvelle parue dans le cadre de Lille 2004 Capitale Européenne de la Culture, 2004

## Filmographie
- 2001 : L'Orphelin d'Anyang (安阳的孤儿, Ānyáng de gū'ér)
- 2004 : Jour et Nuit (日日夜夜, Rì rì yè yè)
- 2006 : Voiture de luxe (江城夏日, Jiāngchéng xià rì)
- 2009 : Memory of Love (重来, Chóng lái)
- 2014 : Fantasia (幻想曲)
- 2015 : À la recherche de Rohmer
- 2022 : A Woman (孔秀, Kǒng xiù)

### Comme scénariste
- 2019 : The Bravest

## Distinctions
- 2001 : Grand prix du film étranger au Festival International du film Entrevues à Belfort pour L'Orphelin d'Anyang
- 2002 : Grand prix au Festival international du premier film d'Annonay pour L'Orphelin d'Anyang
- 2004 : Montgolfière d'or au Festival des trois continents 2004 pour Jour et Nuit.
- 2006 : Prix Un Certain Regard pour Voiture de luxe (Jiang cheng xia ri)
- 2014 : Sélection de Fantasia à Un Certain Regard[2]